# Татикава

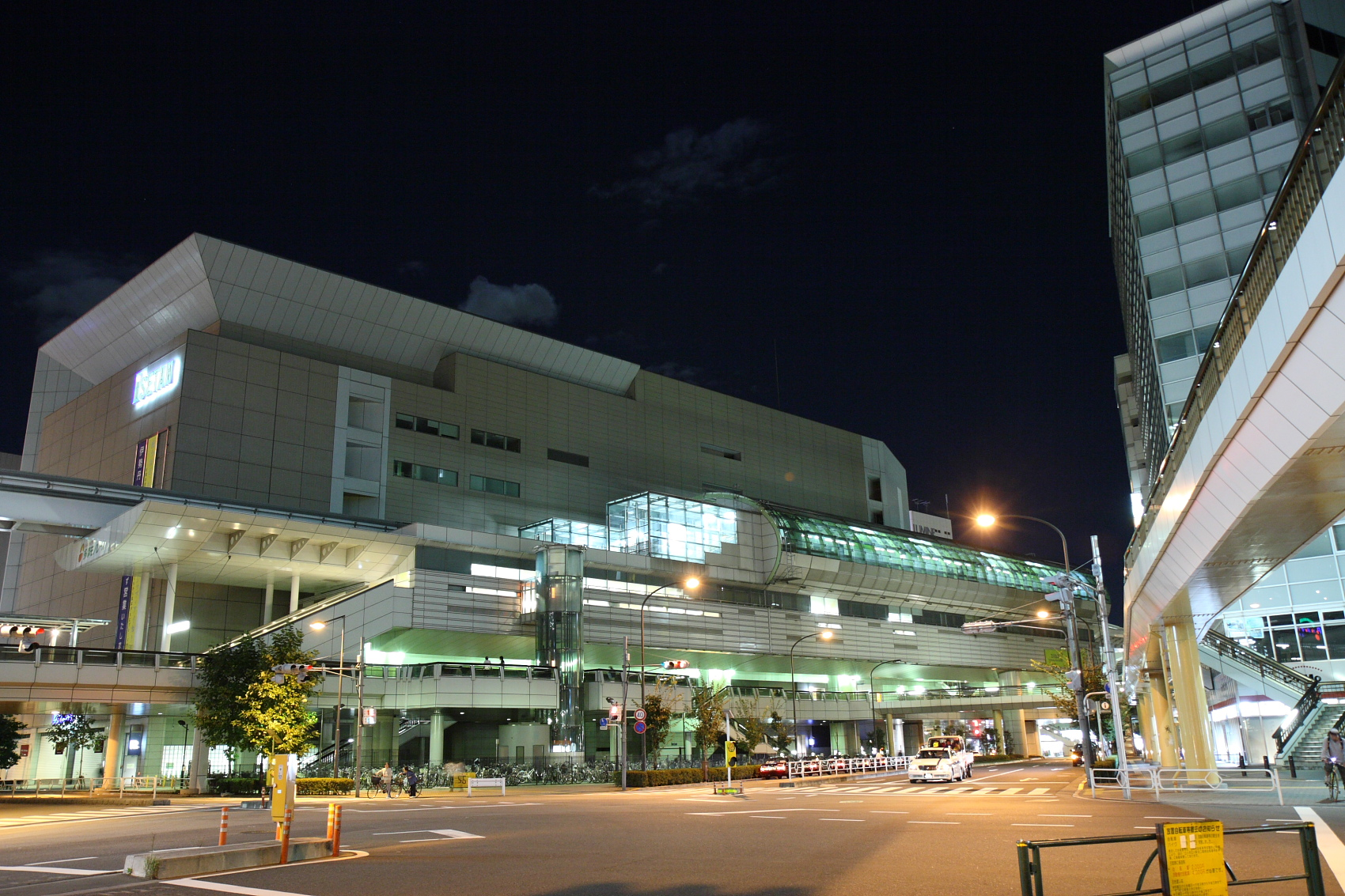
Станция монорельсовой железной дороги в Татикаве

Татика́ва (яп. 立川市 Татикава-си) — город в Японии.

## География и история
Город Татикава находится на острове Хонсю, в префектуре Токио, в 40 км западнее города Токио и севернее Хатиодзи. Это город — спальный район с общей для Токио транспортной системой. Через город протекает река Тама, которая служит границей с городом Хино. Другие соседи Татикавы — Мусимураяма, Фусса, Кунитати, Кокубундзи, Кодайра, Акисима, Хигасиямато. Площадь города составляет 24,38 км², население — 187 089 человек (1 октября 2020), плотность населения — 7673,87 чел./км².
Расположен на старинной почтовой дороге Косю Кайдо (яп. 甲州街道 ко:сю: кайдо:), которую в XX веке сменила автомобильная магистраль. Другой вид транспорта городе — монорельсовый экспресс.
Статус города Татикава получил в 1940 году.
Символами города являются магнолия и дзельква.

## Население
Население города составляет 187 089 человек (1 октября 2020), а плотность — 7673,87 чел./км². Изменение численности населения с 1980 по 2005 годы:
| 1980 | 142 675 чел. |  |
| 1985 | 146 523 чел. |  |
| 1990 | 152 824 чел. |  |
| 1995 | 157 884 чел. |  |
| 2000 | 164 709 чел. |  |
| 2005 | 172 566 чел. |  |

## Климат
Климат Татикава — умеренно тёплый. Классифицируется системой Кёппен-Геймера как Cfa: климат умеренно-тёплый с равномерным увлажнением и температурой самого жаркого месяца в 23-28 °C. Изменение среднегодовой температуры составляет около 22,8 ° C. Среднегодовая температура: 13,4 °C. Самый тёплый месяц года — август со средней температурой в 26,2°, самый холодный — январь (3,4°С). Изменение среднегодовой температуры составляет около 22,8 °C.
Среднегодовая норма осадков: 1494 мм. Самый сухой месяц — январь, когда в среднем выпадает 45 мм осадков. В сентябре количество осадков достигает своего максимума — 205 мм.

## Экономика
В Татикаве расположены торговые центры и универмаги: «Такасимая» и «Исэтан». Развита авиакосмическая промышленность.

## Достопримечательности
В 1940 году на территории города располагалась военная авиабаза. Позднее её переоборудовали под общественный мемориальный парк Сёва, созданный в честь юбилея японского императора. Парк — место отдыха и досуга велосипедистов.
Вокруг старинного дерева породы дзельва построен детский сад, действующий уже более 50 лет.
Самым известным объектом считается квартал вокруг джаз-клуба «Хаф Таун» — японский аналог «улицы красных фонарей» в Амстердаме.
В 1987 году в городе открылась Публичная библиотека.

## Татикава в культуре и искусстве
- Saint Onii-san (2006 год) — местом действия манги и аниме является город Татикава. Сюжет манги создал множество споров и даже общественный протест среди консервативных буддистов Таиланда.[7] Номинировалась на премию на Международном фестивале в Ангулеме.[8] Манга получила культурную премию Осаму Тэдзуки, как лучшее короткое произведение 2009 года.[9] В Японии с 2,6 миллионов копий, заняла 10 место среди манг-бестселлеров 2009 года.[10] Все новые тома манги при выпуске попадают в список 50 бестселлеров Японии.[11][12][13][14]
- Цветная ксилография Касику Хокусая (1760—1849) «Фудзи в Титакава» из серии «36 видов Фудзи» (Государственный музей изобразительных искусств им. А. С. Пушкина)[15].

## Города-побратимы
- Сан-Бернардино (Калифорния)